# Morfom
A morfom a rendszerbiológia „-om”-jainak egyike, ami egy faj morfológiai jellemzőinek összességét tartalmazza. A morfom és a fenom közötti különbség, hogy míg a morfom a morfológiai változatok összessége, a fenom a fenotípus nem morfológiai változatait is magában foglalja.